# Hjalmar Mörner

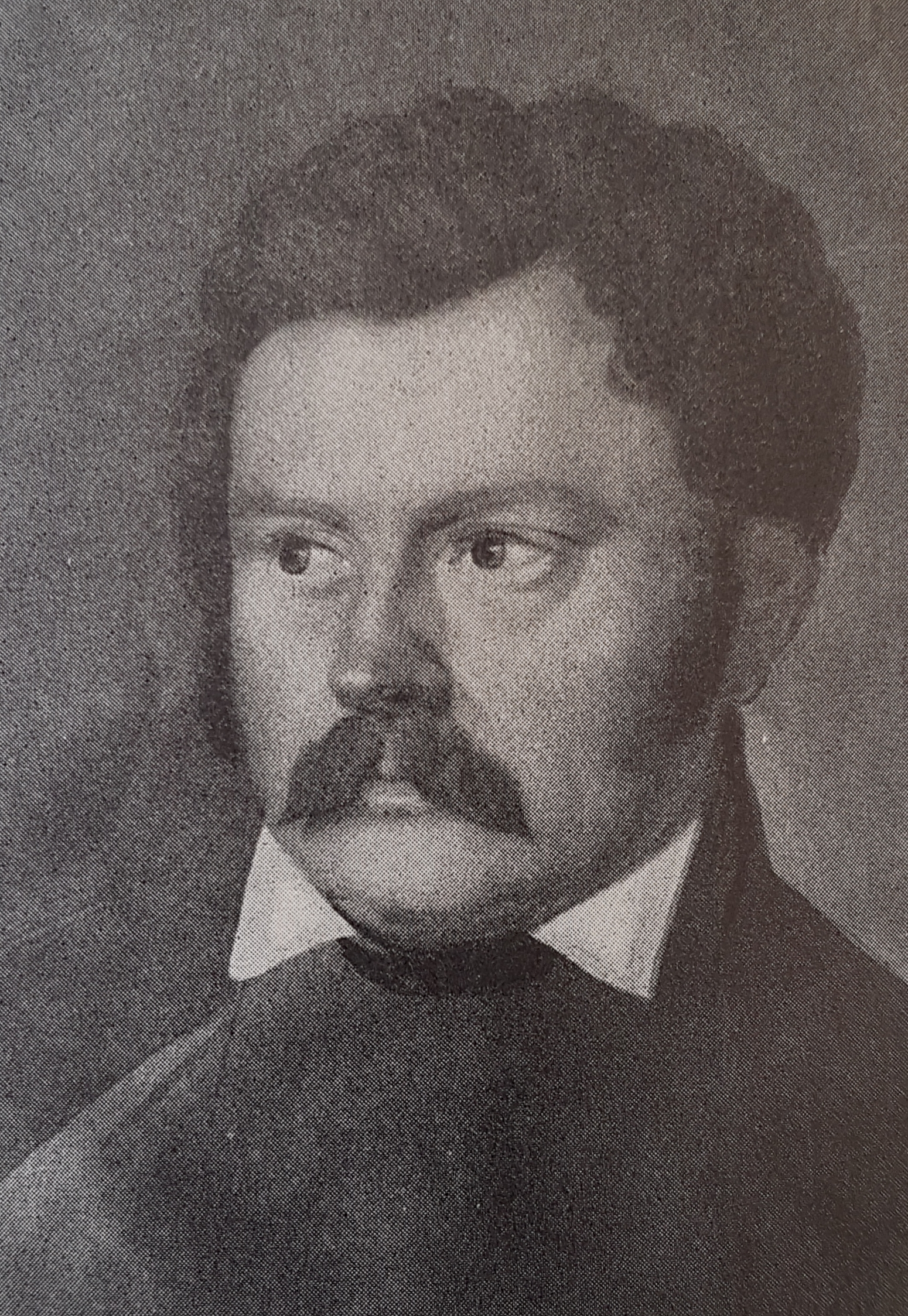
Hjalmar Mörner (von Per Södermark)

Carl Gustaf Hjalmar Mörner (auch: Morner) (* 7. Mai 1794 in Stockholm; † 15. September 1837 in Paris) war ein schwedischer Graf, Offizier, Zeichner, Maler, Radierer und Lithograf.

## Leben
Mörner entstammte dem schwedischen Zweig des deutschen Adelsgeschlechts Mörner. Er war der Sohn des Grafen Gustaf Fredrik Mörner (11. Oktober 1768 bis 19. Januar 1841) und der Freifrau Augusta Lovisa (geborene von Höpken), seine Urgroßmutter war Ulla von Fersen. Er war ein Neffe von Axel Otto Graf Mörner. Mörner schlug zunächst eine militärische Laufbahn ein und wurde 1810 Kornett bei den „Smålands lätta dragoner“ (Småländischen leichten Dragonern) und nahm an den Kämpfen in Großbeeren, Dennewitz, Leipzig und Bornhöft teil. 1823 wurde er zum Rittermeister ernannt und nahm seinen Abschied.
Er begann eine Ausbildung zum Maler (zumeist als Autodidakt) und bereiste von 1816 bis 1828 Italien, wo er von 1825 bis 1828 mit Auslandsstipendium in Rom studierte und arbeitete. In den Jahren 1830 bis 1836 lebte er in London, ehe er sich in Paris niederließ.

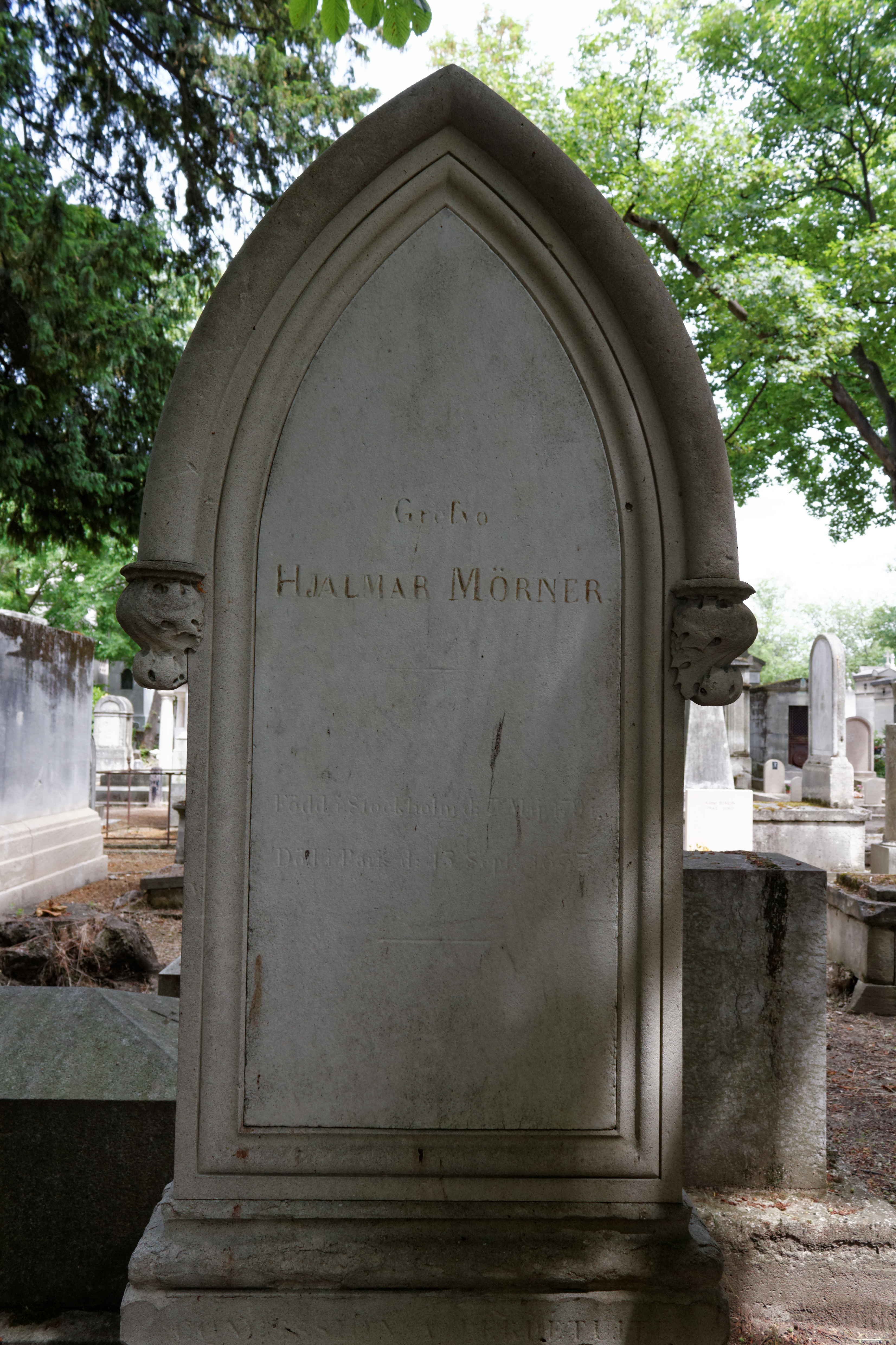
Grab von Hjalmar Mörner Friedhof Père-Lachaise in Paris (2013)

1837 starb er dort unverheiratet und wurde dem Friedhof Père-Lachaise beigesetzt. Mörner malte vorzugsweise Genrebilder und Volksszenen.

## Bildergalerie

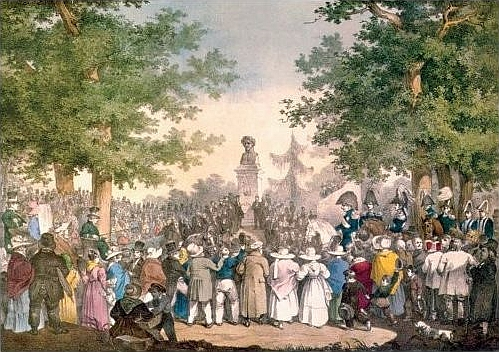
Einweihung der Büste von Carl Michael Bellman auf der Bellmans-Ruhe in Djurgården (1829)
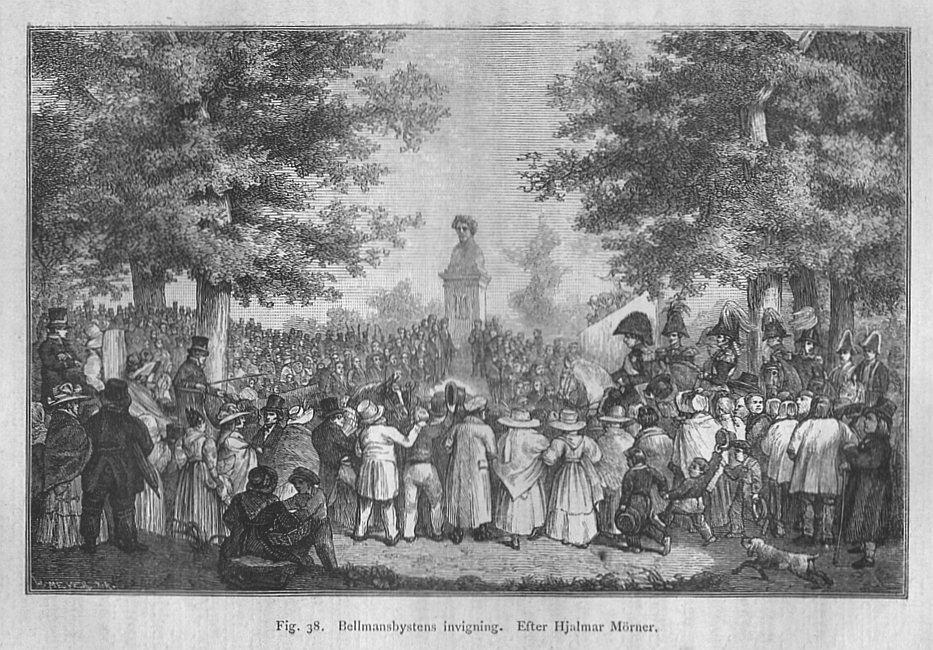
Einweihung der Büste von Carl Michael Bellman auf der Bellmans-Ruhe in Djurgården (1829)
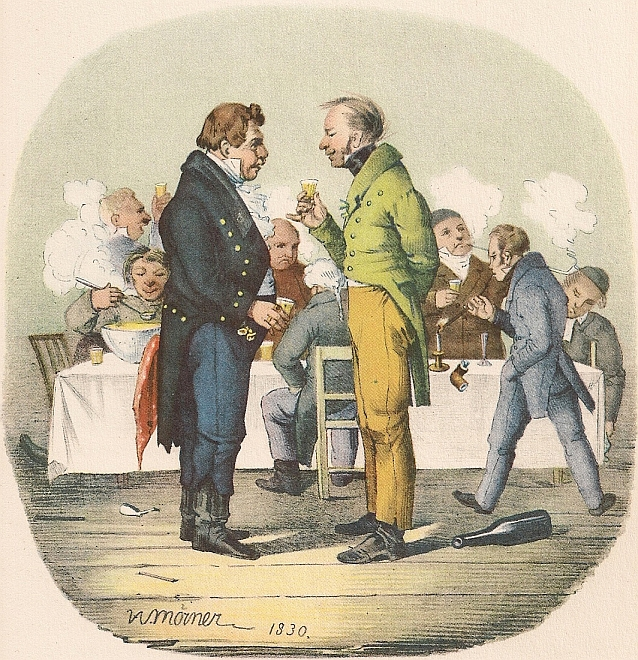
Brorskål (Brüderschaft trinken), (1830)
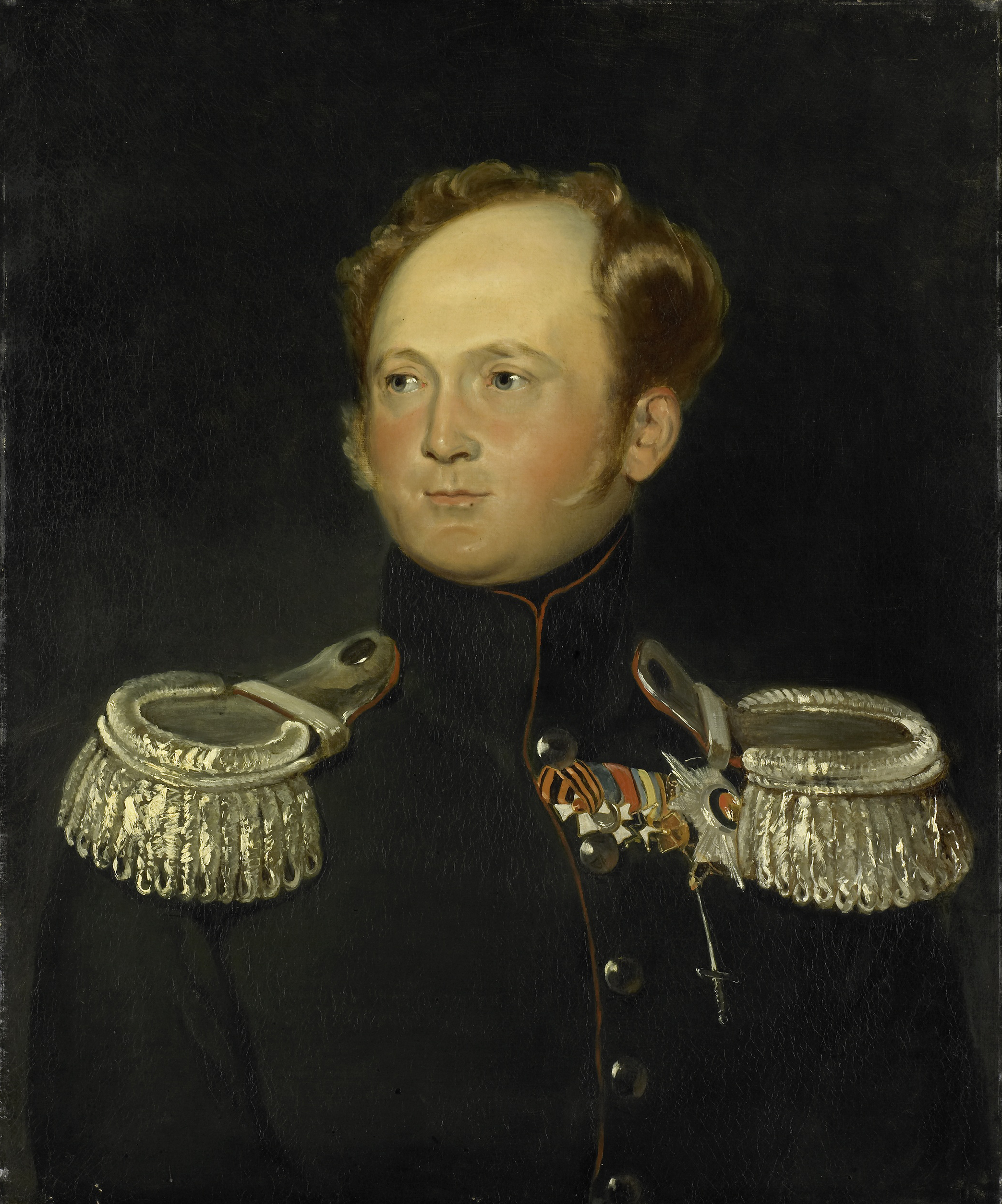
Alexander I. von Russland (zwischen 1820 und 1837)
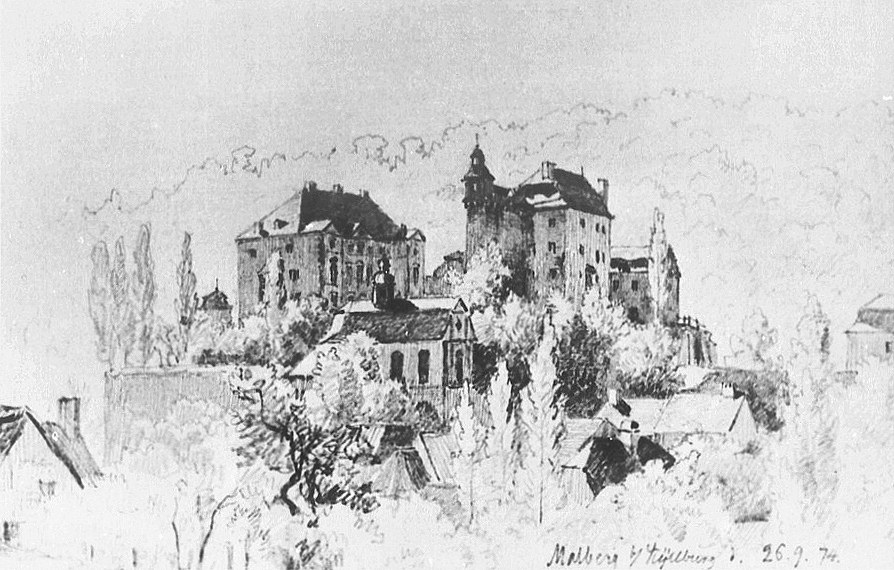
Schloss Malberg